# Der Revolver des Corporals
Der Revolver des Corporals ist ein deutscher Spielfilm der DEFA von Rolf Losansky aus dem Jahr 1967 nach Motiven der gleichnamigen Erzählung von Eberhard Panitz.

## Handlung
Der Film beginnt in einem kubanischen Dorf in den 1950er Jahren. Soldaten der Batista-Diktatur verhaften den Freund der Schwester Josés, stecken dessen Hütte in Brand und erschießen ihn vor den Augen der Dorfbewohner.
Hilario, ein Freund Josés wurde von dessen Eltern, wie ein eigener Sohn, aufgenommen. Auf Grund der gerade erlebten Vorkommnisse wollen die beiden so schnell wie möglich in die Berge zu den Rebellen, wo Josés ältere Brüder längst sind. Der erste Versuch einen Fluss in das Rebellengebiet zu überqueren, scheitert an einem Posten der Batista-Soldaten. Außerdem kennen sie das heimliche Gesetz, dass nur der bei den Aufständischen aufgenommen wird, der eine Waffe mitbringt. Als sie vor einer Gaststätte im Wald einem Corporal den Revolver entwenden wollen, wird Hilario von diesem überwältigt. Doch als der vorgesetzte Capitan vorbeikommt, wird Hilario nicht verraten, sondern als gewöhnlicher Bettler dargestellt. Dieser glaubt in dem Corporal seinen Bruder Camillo zu erkennen. Der dient zwar bei den Batista-Soldaten, hat sich aber seine Menschlichkeit bewahrt. José macht sich allein auf den Weg in die Berge, wo er seine Brüder trifft, die als Kommandeur und als Gruppenführer bei den Rebellen ihren Dienst versehen.
Hilario will seinen Bruder wiedertreffen und sucht ihn in der Kaserne bei den Soldaten. Hier fällt er in ihre Hände und wird in das Gefängnis gesperrt und wieder freigelassen. Mit dem Bruder vereinbart er einen Treffpunkt, zu dem Camillo Waffen für die Rebellen bringen will. Der Capitan hat schon länger den Verdacht, dass dieser mit den Aufständischen sympathisiert und will ihm eine Falle stellen. Er beauftragt einen Sergeanten mit der Überwachung, dieser entdeckt die Waffen und erschießt in einem Handgemenge den Corporal. Als Hilario an der verabredeten Stelle eintrifft, findet er die Waffen, statt des Bruders aber eine Truppe von Söldnern. Da tauchen die von José alarmierten Partisanen auf. Nach einem Feuergefecht flieht Hilario mit ihnen in die Berge, den Revolver des Bruders fest in der Hand!

## Produktion
Der Revolver des Corporals wurde von der Künstlerischen Arbeitsgruppe „Jugend und Kinderfilm“ in Schwarz-Weiß gedreht und hatte seine Premiere am 1. Juni 1967 im Berliner Kino Babylon. Die Erstsendung im Fernsehen der DDR erfolgte am 22. Juli 1978 im 1. Programm.
Die Außenaufnahmen wurden in Bulgarien, Potsdam und bei Frankfurt (Oder) gedreht.

## Synchronisation
Ein Teil der Darsteller wurde synchronisiert:
| Rolle          | Darsteller        | Synchro             |
| -------------- | ----------------- | ------------------- |
| Hilario        | Peter Donat       | Michael Herbst      |
| José           | Heinz Tischer     | Bernd Rogahn        |
| Mulatte        | Carlos Cuesta     | Benno Mieth         |
| Rebell Roberto | Kyryl Kowatschev  | Horst Preusker      |
| Junger Rebell  | Wely Tschautschev | Ernst-Georg Schwill |

## Kritik
„Filme, die Jugendliche im Alter von 14 bis 15 Jahren ansprechen sollen, müssen Helden haben, mit denen sich die jungen Zuschauer identifizieren können. Sie müssen über eine spannende, abenteuerliche Handlung verfügen und sollen gleichzeitig von erzieherischem Wert sein, ohne dass ein erhobener Zeigefinger sichtbar wird. Alle diese Vorzüge weist Der Revolver des Corporals auf.“

„Das ist ein Film voll erregender Abenteuer, reich an fremdländischer Atmosphäre, für die die bulgarische Schwarzmeerlandschaft an der türkischen Grenze mit reißenden Wildwassern, zerklüfteten Felsen und einem beinahe tropischen Urwald eine romantische Kulisse lieferte, die die Kamera Günter Eisingers auskostete. Ein Film voll spannender Konflikte und ausgeprägter Charaktere, denen bekannte Darsteller Gestalt gaben.“

Das Lexikon des internationalen Films nannte den Film eine handwerklich durchschnittliche Abenteuer-Geschichte, die schablonenhaft in der Zeichnung von Personen und Konflikten bleibt und sich mit äußerer Spannung begnügt."